# Leangel Linarez
Linarez  Meneses est un nom espagnol. Le premier nom de famille, en général paternel, est Linarez ; le second, en général maternel, souvent omis, est Meneses.
Leangel Rubén Linarez Meneses, né le 16 juillet 1998 à Barinas, est un coureur cycliste vénézuélien. Il évolue au sein de l'équipe Tavfer-Measindot-Mortágua.

## Biographie
Fils d’agriculteur, Leangel Linarez grandit à Barinas. Pour imiter un cousin, il s'inscrit dans une école de cyclisme et doit gagner une course contre d'autres candidats avant de recevoir son propre vélo de course. Il démontre son talent de sprinteur dans sa jeunesse et devient champion du Venezuela sur route juniors en 2013, alors qu'il n'a que 15 ans.
En 2015, il remporte le championnat du Venezuela de poursuite par équipes juniors (moins de 19 ans). Il établit à cette occasion un nouveau record national en 4 min et 26 s, avec Edwin Torres, Franklin Chacón et Leonel Quintero. Il participe à ses premières courses élites en 2016 lors du Tour du Venezuela et du Tour du Táchira. Pendant cette période, il court pour diverses équipes vénézuéliennes.
Il commence à courir en Espagne à partir de 2017 en signant au club EC Cartucho.es-Magro, en compagnie de ses compatriotes Orluis Aular et Carlos Molina. Afin de lui permettre de s'envoler pour l'Espagne, ses parents doivent vendre plusieurs vaches. Il doit d'abord dû lutter contre le climat plus froid et le paysage montagneux espagnol, mais après quelques mois, il remporte ses premiers succès dans les courses du calendrier national espagnol. Bon sprinteur, il s'impose à quatre reprises sur des courses régionales. L'année suivante, il rejoint l'équipe Kuota-Construcciones Paulino. En 2019, il obtient six victoires et diverses places d'honneur. Il remporte notamment le championnat de la Communauté de Madrid, le Grand Prix Macario (manche de la Coupe d'Espagne) ou encore une étape du Grand Prix Jornal de Notícias, course du calendrier national portugais. 
Il passe finalement professionnel en 2020 au sein de l'équipe continentale Miranda-Mortágua, après y avoir été stagiaire. Lors du Tour du Portugal, il se distingue en réalisant trois podiums d'étape au sprint. En 2021, il rate une partie de la saison en raison d'une grave infection au covid-19 et il met du temps à retrouver sa meilleure forme par la suite. Il s'impose ensuite sur une étape du Tour de l'Alentejo en 2022, sa première victoire dans une course UCI. La même année, il décroche la médaille de bronze dans la course en ligne des Jeux sud-américains, ainsi que sur la poursuite par équipes. des Jeux bolivariens.
En 2023, il continue sa progression et décroche un total de cinq victoires dans des courses inscrites au calendrier de l’UCI, dont deux victoires d'étape sur le Tour de l'Alentejo et deux autres sur le Tour du Portugal. En mai 2024, il est sacré champion panaméricain sur route.

## Palmarès sur route

### Par années
- 2013
  -  Champion du Venezuela sur route juniors
- 2017
  - Challenge Vuelta a Sevilla
  - Clásica Santa Ana
  - Clásica Vela de Triana
- 2018
  - Clásica Santa Ana
- 2019
  - Gran Premio El Bicho Bicicletas
  - Grand Prix Macario
  - 2e étape du Grand Prix Jornal de Notícias
  - Gran Premio San Antonio
  - Gran Premio Tetuán
  - 2e du Gran Premio Primavera de Ontur
  - 2e de la Clásica de la Chuleta
- 2020
  - 2e de la Prova de Abertura
- 2021
  - Carrera del Pavo
- 2022
  - Prova de Abertura
  - 3e étape du Tour de l'Alentejo
  -  Médaillé de bronze de la course en ligne aux Jeux sud-américains
- 2023
  - 2e et 5e étapes du Tour de l'Alentejo
  - 1re et 2e étapes du Tour du Portugal
  - Grand Tour de Ciclismo de SC
  - 2e du Troféu Ribeiro da Silva
  - 3e du Circuit de Malveira
- 2024
  -  Champion panaméricain sur route
  - 2e étape du Tour de l'Alentejo
  - 1re et 4e étapes du Grande Prémio Jornal de Notícias
- 2025
  - Clássica Viana do Castelo
  - 1re, 2e (b), 4e et 5e (b) étapes du Tour d'Uruguay
  - 3e de la Prova de Abertura

### Classements mondiaux
| Année                                 | 2022 | 2023 | 2024 |
| ------------------------------------- | ---- | ---- | ---- |
| Classement mondial                    | nc   | 714e | 336e |
| UCI America Tour                      | 71e  | 82e  | 35e  |
|                                       |      |      |      |
| Légende : nc = non classéSource : UCI |      |      |      |

## Palmarès sur piste

### Jeux bolivariens
- Valledupar 2022
  -  Médaillé de bronze de la poursuite par équipes

### Championnats du Venezuela
- San Cristóbal 2015
  -  Champion du Venezuela de poursuite par équipes juniors (avec Edwin Torres, Franklin Chacón et Leonel Quintero)
  -  Médaillé d'argent de la poursuite juniors
  -  Médaillé d'argent du kilomètre juniors
  -  Médaillé d'argent de l'américaine juniors
  -  Médaillé de bronze de la poursuite par équipes
  -  Médaillé de bronze du kilomètre
- Carabobo 2016
  -  Médaillé d'argent de l'omnium[7]